# Takumi Murakami
Takumi Murakami (村上 巧 Murakami Takumi?, Kanagawa, 12 de septiembre de 1989) es un exfutbolista japonés que jugaba como centrocampista.

## Trayectoria

### Clubes
| Club             | País  | Año       |
| ---------------- | ----- | --------- |
| Ehime FC         | Japón | 2012-2015 |
| Roasso Kumamoto  | Japón | 2016-2019 |
| Ococias Kyoto AC | Japón | 2020      |
| MIO Biwako Shiga | Japón | 2021-2022 |